# نهائي الدرع الخيرية 1913
نهائي الدرع الخيرية 1913 هي النسخة السادسة من الدرع الخيرية.
لعبت المباراة بتاريخ 6 أكتوبر 1913 على ملعب ذا أولد دين بين المحترفين والهواة.
انتهت المباراة بفوز المحترفين بنتيجة 7–2.

## خلفية
قرر الاتحاد الإنجليزي لكرة القدم لعب هذه المباراة بفريق الهواة ضد المحترفين الذين تم اختيارهم من قبل لجنة الاختيار الدولية للاتحاد. وكان فريق المحترفين هو نفس الفريق الذي كان يلعب لمنتخب إنجلترا في مباراته الأخيرة ضد المنتخب الاسكتلندي، بينما كان من ضمن فريق الهواة العديد من اللاعبين الذي حصلوا على الميدالية الذهبية في دورة الألعاب الأولمبية الصيفية المقامة ستوكهولم 1912.

## المباراة
| المحترفين              | 7–2   | الهواة           |
| ---------------------- | ----- | ---------------- |
| هامبتون · هولي · فلمنج | [ 1 ] | بارلو · فارنفيلد |